# Zahra Tatar
Zahra Tatar (10 novembre 1992) è una martellista algerina detentrice del record nazionale del lancio del martello.

## Biografia
Veste per la prima volta la maglia della nazionale algerina ai campionati africani juniores di Gaborone, dove si classifica sesta nel lancio del martello. Torna poi a rappresentare l'Algeria ai campionati arabi di atletica leggera del Cairo nel 2019, classificandosi sesta nel lancio del martello.
Nel 2021 migliora la sua prestazione di due anni prima, posizionandosi quarta nella classifica del lancio del martello dei campionati arabi di Radès 2021. Nel 2022 prende parte ai campionati africani di atletica leggera di Saint-Pierre, dove si classifica quarta, mentre ai XIX Giochi del Mediterraneo di Orano finisce la gara con la nona posizione in classifica.
Nel 2023 scende in pedana ai Giochi panarabi di Algeri, conquistando la medaglia d'oro e il record nazionale nel lancio del martello. Nell'edizione del 2024 dei Giochi panafricani di Accra migliora nuovamente il record algerino e segna il record dei Giochi con la misura di 69,65 m, che le fa conquistare la medaglia d'oro. Ai campionati africani di Douala 2024 si laurea campionessa continentale e nell'agosto dello stesso anno prende parte ai Giochi olimpici di Parigi, dove però non riesce a raggiungere la finale del lancio del martello.
A novembre 2024 conquista la medaglia d'oro nel lancio del martello ai Giochi panafricani militari di Abuja, così come nel 2025 ai campionati arabi di Orano.

## Record nazionali
- Lancio del martello: 70,82 m ( Bambous, 5 aprile 2025)

## Progressione

### Lancio del martello
| Stagione | Misura  | Luogo        | Data      | Rank. Mond. |
| -------- | ------- | ------------ | --------- | ----------- |
| 2025     | 70,82 m | Bambous      | 5-4-2025  |             |
| 2024     | 69,65 m | Accra        | 19-3-2024 |             |
| 2023     | 69,48 m | Algeri       | 6-7-2023  |             |
| 2022     | 62,89 m | Dely Ibrahim | 31-7-2022 |             |
| 2021     | 58,27 m | Algeri       | 25-6-2021 |             |
| 2019     | 57,65 m | Algeri       | 25-7-2019 |             |
| 2018     | 57,34 m | Algeri       | 12-7-2018 |             |
| 2017     | 49,33 m | Algeri       | 27-6-2017 |             |
| 2016     | 47,76 m | Béjaïa       | 11-3-2016 |             |
| 2015     | 47,23 m | Biskra       | 13-3-2015 |             |
| 2012     | 49,54 m | Algeri       | 7-7-2012  |             |
| 2011     | 48,13 m | Algeri       | 27-7-2011 |             |
| 2010     | 47,07 m | Algeri       | 16-7-2010 |             |

## Palmarès
| Anno | Manifestazione               | Sede         | Evento              | Risultato      | Prestazione | Note                                 |
| ---- | ---------------------------- | ------------ | ------------------- | -------------- | ----------- | ------------------------------------ |
| 2011 | Campionati africani juniores | Gaborone     | Lancio del martello | 6ª             | 47,61 m     |                                      |
| 2019 | Campionati arabi             | Il Cairo     | Lancio del martello | 6ª             | 54,09 m     |                                      |
| 2021 | Campionati arabi             | Radès        | Lancio del martello | 4ª             | 55,27 m     |                                      |
| 2022 | Campionati africani          | Saint-Pierre | Lancio del martello | 4ª             | 62,11 m     |                                      |
| 2022 | Giochi del Mediterraneo      | Orano        | Lancio del martello | 9ª             | 61,93 m     |                                      |
| 2023 | Giochi panarabi              | Algeri       | Lancio del martello | Oro            | 69,48 m     | Record nazionale                     |
| 2024 | Giochi panafricani           | Accra        | Lancio del martello | Oro            | 69,65 m     | Record dei Giochi · Record nazionale |
| 2024 | Campionati africani          | Douala       | Lancio del martello | Oro            | 67,82 m     |                                      |
| 2024 | Giochi olimpici              | Parigi       | Lancio del martello | Qualificazione | 66,99 m     |                                      |
| 2024 | Giochi panafricani militari  | Abuja        | Lancio del martello | Oro            | 67,27 m     |                                      |
| 2025 | Campionati arabi             | Orano        | Lancio del martello | Oro            | 64,72 m     |                                      |

## Campionati nazionali
- 1 volta campionessa algerina assoluta del lancio del martello (2024)
- 2 volte campionessa algerina invernale assoluta del lancio del martello (2022, 2024)

2010
- 4ª ai campionati algerini assoluti, lancio del martello - 47,07 m

2011
- Argento ai campionati algerini assoluti, lancio del martello - 48,13 m

2012
- Argento ai campionati algerini assoluti, lancio del martello - 49,54 m

2017
- Bronzo ai campionati algerini assoluti, lancio del martello - 49,33 m

2018
- Argento ai campionati algerini assoluti, lancio del martello - 57,34 m

2019
- Argento ai campionati algerini assoluti, lancio del martello - 57,65 m

2021
- Argento ai campionati algerini invernali assoluti, lancio del martello - 55,26 m

2022
- Oro ai campionati algerini invernali assoluti, lancio del martello - 61,03 m
- Argento ai campionati algerini assoluti, lancio del martello - 92,89 m

2023
- Argento ai campionati algerini invernali assoluti, lancio del martello - 61,95 m
- Argento ai campionati algerini assoluti, lancio del martello - 67,13 m

2024
- Oro ai campionati algerini invernali assoluti, lancio del martello - 67,04 m
- Oro ai campionati algerini assoluti, lancio del martello - 65,85 m